# Nationalpark Doi Luang
Der Nationalpark Doi Luang (Thai: อุทยานแห่งชาติดอยหลวง) ist ein Nationalpark in der Nordregion von Thailand. 
Er wurde am 16. April 1990 als 61. Nationalpark Thailands eröffnet.

## Geographie
Der Nationalpark umfasst ein Gebiet von 731,250 Rai oder 1170 km², er liegt im Phi Pan Nam-Gebirge, in den Landkreisen (Amphoe) Mae Suai, Phan und Wiang Pa Pao der Provinz Chiang Rai, den Landkreisen Wang Nuea, Ngao der Provinz Lampang sowie den Landkreisen Mae Chai und Mueang Phayao der Provinz Phayao.
Das Terrain ist gebirgig, die höchste Erhebung ist der im Norden liegende Doi Luang mit 1694 Metern Höhe. Zu finden ist hier sowohl Sandstein als auch Laterit.

## Klima
- Regensaison: Juni bis Oktober
- Wintersaison: November bis Januar
- Sommersaison: Februar bis Mai

## Flora und Fauna
Der Doi Luang Nationalpark beherbergt tropische Regenwälder, Laub- und Dipterocarpwälder. Er ist Lebensraum vieler verschiedener Pflanzenarten und Tierarten.

### Pflanzenarten
- Eisenbaum (Mesua ferrea), Thai: บุนนาค
- Hopea odorata
- Australische Rotzeder (Toona ciliata)
- Lagerstroemia tomentosa
- Irvingia malayana aus der Familie der Irvingiaceae

### Tierarten
- Gewöhnlicher Muntjak
- der Indochinesische Leopard (Panthera pardus delacouri)[2]
- der gefährdete Kragenbär, auch asiatische Schwarzbären genannt (Ursus thibetanus)[3][4]
- der gefährdete Malaienbär (Helarctos malayanus)[5][6]
- der gefährdete Chinesische Serau (Capricornis milneedwardsii)[7]

Des Weiteren beheimatet der Park eine Vielzahl von Schlangen und über 200 Vogelarten wie den Blauflügelsiva (Siva cyanouroptera rufodorsalis) oder den Rotschnabelschweifkitta (Urocissa erythrorhyncha).

## Sehenswürdigkeiten
- Pu-Kaeng-Wasserfall (Thai: น้ำตกปูแกง)
- Cham-Pa-Thong-Wasserfall (น้ำตกจำปาทอง)
- Pha-Klet-Nak-Wasserfall (น้ำตกผาเกล็ดนาค)
- Wang-Kaeo-Wasserfall (น้ำตกวังแก้ว)
- Wang-Thong-Wasserfall (น้ำตกวังทอง)
- Nang-Phaya-Pang-Din-Fi-Höhle